# Jibbs feat. Jibbs
Jibbs feat. Jibbs – debiutancki album Jovana Campbella (Jibbs) wydany w (2006) roku. Promują go cztery single: Chain Hang Low, King Kong, Go Too Far oraz Smile

## Lista utworów
1. Yeah Boii
2. Smile (feat. Fabo)
3. Chain Hang Low
4. Big Big Kid
5. Let’s Be Real (feat. J. Valentine)
6. King Kong (feat. Chamillionaire)
7. Hood
8. Go Gurl
9. Go Too Far (feat. Melody Thornton)
10. I’m A Rhino
11. Bring It Back
12. Firr Az That Thang